# Jean Léonard
Pour les articles homonymes, voir Léonard.
Jean Joseph Gustave Léonard (né le 1er janvier 1920 et mort le 23 avril 2013) est un botaniste belge.
On lui doit entre autres la description de plusieurs nouveaux genres comme par exemple Gilbertiodendron, Normandiodendron et Paramacrolobium, de même que diverses espèces.